# كمال درويش
كمال درويش (9 مارس 1942 -) هو رئيس نادي الزمالك سابقا، تولى فترة رئاسته للنادي في الفترة من عام 1996 إلى عام 2001، وأعيد انتخابه لفترة ثانية من 2001 إلى عام 2005.

## مسيرته
أحد رموز كرة اليد في نادي الزمالك حيث قاد يد الزمالك لاكتساح البطولات فترة السبعينات واوائل الثمانينات في ما عرف بالجيل الذهبي ليد الزمالك، تولى منصب رئيس اتحاد الملاكمة، كما تولى منصب عميد كلية التربية الرياضية سابقاً، ترشح لإنتخبات اتحاد الكرة المصري على منصب الرئيس عام 2009 لكنه خسره لصالح سمير زاهر. والملقب بصياد البطولات، يعتبر اقرب رئيس لقلوب الجماهير بعد حلمي زامورا. كما تولى رئاسة نادي الزمالك في أكتوبر عام 2013 بعد ان أسند طاهر أبو زيد وزير الرياضة مهام إدارة نادي الزمالك لمجلس إدارة جديد برئاستة حيث قرر الوزير وقف قرار المد لمجلس إدارة الزمالك برئاسة ممدوح عباس الصادر في مايو عام 2013 واسناد المهام لمجلس إدارة جديدثم ترشح للانتخابات التي اجريت في مارس 2014 ولكنة خسرها وتولى منصب الرئيس المستشار مرتضى منصور.

## بطولات
بطولات حققها الفريق الأول لكرة القدم تحت قيادة الدكتور كمال درويش
| البطولة                                          | موسم / عام  |
| ------------------------------------------------ | ----------- |
| كأس أفريقيا للأندية أبطال الدوري بالنظام القديم* | 1996*       |
| كأس السوبر الافريقي                              | 1997        |
| كأس الافرواسيوية                                 | 1997        |
| كأس مصر                                          | 1999        |
| كأس أفريقيا للأندية أبطال الكؤوس                 | 2000        |
| كأس السوبر المصري                                | 2001        |
| درع الدوري الممتاز                               | 2000/2001   |
| كأس السوبر المصري                                | 2002        |
| كأس مصر                                          | 2002 / 2003 |
| كأس دوري الأبطال الأفريقي                        | 2002        |
| كأس السوبر الأفريقي                              | 2003        |
| درع الدوري الممتاز                               | 2002/2003   |
| كأس الأندية العربية أبطال الدوري                 | 2003        |
| كأس السوبر المصري السعودي                        | 2003        |
| درع الدوري الممتاز                               | 2003/2004   |
| كأس مصر                                          | 2013        |